# فرانسیس مالبون
فرانسیس مالبون (به انگلیسی: Francis Malbone) سناتور سابق عضو حزب فدرالیست (آمریکا) بود. وی در سال 1809 میلادی سناتور ایالت رود آیلند در سنای ایالات متحده آمریکا بود.